# Olivier Cinna
Pour les articles homonymes, voir Cinna.
Olivier Cinna est un dessinateur et coloriste de bande dessinée français né le 31 décembre 1972 à Caen et mort le 24 mars 2019.

## Biographie
Olivier Cinna a fait ses études au collège Pasteur de Caen (1983-1988), puis a obtenu son baccalauréat, tout en suivant en parallèle des cours de danse classique du Conservatoire et de dessin, tout d'abord aux cours du soir de l’école des Beaux-Arts de Caen, puis à l’institut Saint-Luc de Bruxelles.
En juin 2005, Mr Deeds – le mystère de l’étoile, son premier album de bande dessinée, co-écrit par Hugues Fléchard, est publié, qui reçoit, au festival de Bruxelles, le Prix Europe 2005. Il entame ensuite une collaboration avec le scénariste Stéphane Piatzszek avec lequel il réalise La Fête des morts en 2011,, puis les deux tomes d'Ordures en 2014-2015,. Il demande à Thilde Barboni de réaliser une adaptation pour la bande dessinée de sa nouvelle Hiroshima, fin de transmission et réalise l'album Hibakusha qui paraît en 2017,. Il signe en 2019 un recueil d'illustrations, Haïku.
Olivier Cinna meurt des suites d'une crise cardiaque le 24 mars 2019 à l'âge de 46 ans,.
À son décès, il avait déjà dessiné une trentaine de planches du projet d'album Permafrost, sur scénario de Thilde Barboni.

## Œuvres
- Mr Deeds, scénario : Olivier cinna et Hugues Fléchard, Emmanuel Proust éditions
  1. Le Mystère de l'étoile, 46 pages, 2005 (DL juin 2015)  (ISBN 2-84810-025-7)
- Fête des morts, scénario : Stéphane Piatzszek, 100 pages, noir et blanc, Futuropolis, 2011 (DL avril 2011)  (ISBN 978-2-7548-0268-0)
- Ordures, scénario Stéphane Piatzszek, Futuropolis
  1. Entrée nord, 68 pages, noir et blanc, 2014 (DL février 2014)  (ISBN 978-2-7548-0675-6)
  2. Sortie sud, 68 pages, noir et blanc, 2015 (DL janvier 2015)  (ISBN 978-2-7548-0678-7)
- Hibakusha, scénario : Thilde Barboni, 54 pages, grand format, Dupuis coll Aire Libre, 2017 (DL mai 2017)  (ISBN 978-2-8001-7073-2)